# 1. hrvatski gardijski zdrug
1. hrvatski gardijski zdrug (pokrate: 1. HGZ ili Zdrug) je bila elitna postrojba Hrvatske vojske. Zdrug je ustrojen po zapovjedi predsjednika Franje Tuđmana 18. travnja 1994. godine od specijalne postrojbe Ministarstva obrane, Bojne Zrinski te dijelova specijalnih postrojbi Glavnog stožera, bojni Frankopan, Ban Jelačić, Matija Vlačić, Ferdo Sučić i dijela Lakojurišne brigade Vojne policije. 
Zdrug je bio zamišljen kao elitna postrojba koja je spajanjem postrojbi za specijalne namjene mogla samostalno djelovati u različitim uvjetima i na raznim bojišnicama kao postrojba pred koju se stavljaju najzahtjevnije zadaće. Zdrug je sudjelovao u svim presudnim bitkama kraja Domovinskog rata. Zapovjednik Zdruga je bio general Miljenko Filipović. 
Smjenom vlasti 2000. godine Zdrug je raspušten. Na ratnom putu bojne Zrinski i 1. hrvatskog gardijskog zdruga poginuo je 71 pripadnik postrojbe, dvojica se vode kao nestali, a 286 je ranjeno.
Predsjednica Republike Hrvatske Kolinda Grabar-Kitarović odlikovala je 30. ožujka 2017. Prvi hrvatski gardijski zdrug i Bojnu Zrinski za iskazanu osvjedočenu hrabrost i junaštvo njezinih pripadnika u Domovinskom ratu Redom kneza Domagoja s ogrlicom.

## Povijest
Predsjednik Republike Hrvatske Franjo Tuđman donio je 25. veljače 1994. godine zapovjed o ustrojavanju 1. hrvatskog gardijskog zbora, združenu postrojbu višenamjenskog karaktera sa zadaćama osiguranja predsjednika i najviših dužnosnika, obnašanja državničko ceremonilanih radnji ali i najelitniju postrojbu Oružanih snaga 1. hrvatski gardijski zdrug. Zdrug je ustrojen 18. travnja 1994. godine, a osmišljen je kao specijalna vojna postrojba za obavljanje najsloženijih i najzahtjevnijih borbenih zadaća u svim uvjetima.
Okosnicu Zdruga činila je dotadašnja specijalna postrojba Ministarstva obrane Bojna Zrinski, ali su u Zdrug ušli i dijelovi ostalih specijalnih postrojbi Glavnog stožera, Bojna Frankopan, Bojna ban Jelačić, Bojna Matija Vlačić, Bojna Ferdo Sučić te dijelovi 8. Lakojurišne brigade Vojne policije.
Zapovjednik Zdruga general Miljenko Filipović, dotadašnji zapovjednik Bojne Zrinski i dobrovoljac od samih početka Domovinskog rata, povratnik u Hrvatsku kao bivši legionar francuske Legije stranaca organizirao je obuku za sve oblike specijalnog borbenog djelovanja na kopnu, u vodi i iz zraka. Dio zapovjedništva Zdruga vojnička iskustva je stekao u Legiji stranaca te su u obuci Zdruga korištene metode te vojne postrojbe i drugih zapadnih vojski nadopunjavane vlastitim iskustvima iz Domovinskog rata.
Dozapovjednikom je postao Aldo Lučev.
Unutar Zdruga osim pješaštva djelovalo je oklopništvo, topništvo, padobranska bojna, postrojbu za elektronička djelovanja, a u sastavu su imali transportne i lake borbene helikoptere. 
Zdrug je imao vrlo važnu napadačku ulogu u operacijama Cincar, Zima '94, Bljesak, Skok 2, Ljeto '95, Oluja, Maestral i Južni potez od kojih su neke izvodili u ekstremnim klimatskim uvjetima. Iako je u operaciji Maestral poginuo dozapovjednik Zdruga Ante Šaškor, a po drugi puta ranjen zapovjednik Filipović te zapovjednici bojni pripadnici Zdruga uspješno su izvršili sve zadaće.
Postrojba je u mirnodopskom razdoblju nastavila sa specijalističkim obukama. 1. hrvatski gardijski zdrug provodio je obuku komandosa u Hrvatskoj vojsci, TOVKO ili temeljnu obuku vođe komando ophodnje. Samo pripadnici specijalnih postrojbi su mogli pohađati obuku, pripadnici 1. HGZ-a, izvidnici gardijskih brigada, pripadnici specijalnih postrojbi HV-a te specijalne policije. Uvjet za pristup obuci je bila padobranska obuka i godinu dana službe u specijalnoj postrojbi. 
U prvoj fazi obuke prvih mjesec dana pripadnici obuke su mogli spavati 4 sata na dan u intervalima po jedan sat. U toj fazi nazvanoj Zeleni pakao testirala se fizička izdržljivost i psihofizička izdržljivost na stres. Na kraju svakog tjedna komandosi su prolazili poligon smrti, gdje su cijeli dan proveli u aktivnosti obavljajući zadaće. Sve vrijeme obuke vježbalo se isključivo bojevim streljivom. 
Nakon toga su helikopterima prebačeni u planinu gdje su sljedećih mjesec dana usavršavali vještine u alpinizmu. Treća faza obuke se odvijala na moru. U toj fazi kandidati su smjeli spavati od 5 do 6 sati te su u vodi morali provesti 14 sati dnevno. Tu se testirala krajnja granica izdržljivosti u vodi, tkz. Plavi pakao. Do te faze obuke kandidati su počeli vidno mršaviti, svaki je izgubio desetak kilograma težine. 
Nakon plavog pakla, četvrta etapa obuke je bila preživljavanje. Padobranskim desantom spušteni su u šumu gdje su mjesec dana su provodili u simuliranoj situaciji neprijateljskog teritorija. Morali su se kriti od potjera sa psima, spavati u šumi i jesti ono što nađu. Instruktori su im neprekidno zadavali zadatke simulacije napada ili izviđanja pred realnom potjerom. Ako je ovdje komandos zakazao ispadao je bez obzira na to što je završio sve prethodne faze. Taj dio obuke se nazivao Stalne operacije. Pod stalnim pritiskom grupa koje ih traže komandosi su prelazili i do 30 kilometara na dan. Od 250 vojnika obuku je završavalo njih 10 do 20. 
Zdrug je do 2000. godine odgovarao izravno ministru obrane, odnosno Predsjedniku i Vrhovnom zapovjedniku Oružanih snaga. Nakon 2000. Zdrug potpada pod zapovjedništvo Glavnog Stožera Oružanih snaga.
Zdrug je raspušten u ožujku 2000. godine odlukom predsjednika Stjepana Mesića. Nakon reorganizacije Oružanih snaga Zdrug je priključen novoustrojenoj 350. Vojnoobavještajnoj bojni i Bojni za specijalna djelovanja gdje je kasnije pri preustroju ugašen.

## Poveznice
- 1. hrvatski gardijski zbor
- Bojna Zrinski
- Bojna za specijalna djelovanja
- Vojnoobavještajna bojna
- Zapovjedništvo specijalnih snaga
- Središte gardijsko za specijalističku obuku dočasnika
- Središte za razvoj vođa Marko Babić

## Vanjske poveznice
- Portal Domovinskirat.com o 1.HGZ
- Postrojbe za specijalna djelovanja u svijetu